# Paysage avec un nuage rouge
Paysage avec un nuage rouge est un tableau peint par Konrad Mägi en 1913.
Le tableau a été peint sur l'île de Saaremaa. Il est exposé au musée Kumu de Tallinn. 
Pour Alexis Duval, les distorsions picturales de l'œuvre peuvent faire évoquer Le Sacre du printemps, le ballet de Stravinsky créé la même année.
Bart Puhshaw fait l'hypothèse que les oranges flamboyants retrouvés dans la plupart des œuvres nordiques de Mägi ont pour origine la présence quasi constante de lichens dans la nature scandinave et balte. 